# Österrikiska skolan
För Österrikes skolsystem, se Utbildning i Österrike.
Den österrikiska skolan är en nationalekonomisk inriktning som analyserar ekonomiska frågor utifrån ett logiskt perspektiv, liknande det inom matematik, där ekonomiska sanningar härleds från axiomet att all mänskligt handlande är meningsfullt. Forskningsfältet är således människans och människors samspelade agerande, där ekonomisk teori utgår från vad som kan sägas med säkerhet om individen. Därifrån dras slutsatser om ekonomiska händelser. Utifrån denna ansats har österrikiska ekonomer hävdat att alla värderingar är subjektiva, att alla priser har sin grund i subjektiva värderingar, att ekonomisk kalkylering i ett socialistiskt samhälle är omöjligt och att konjunkturcykeln uppstår på grund av att banker utfärdar pengar de inte har täckning för.

## Historia

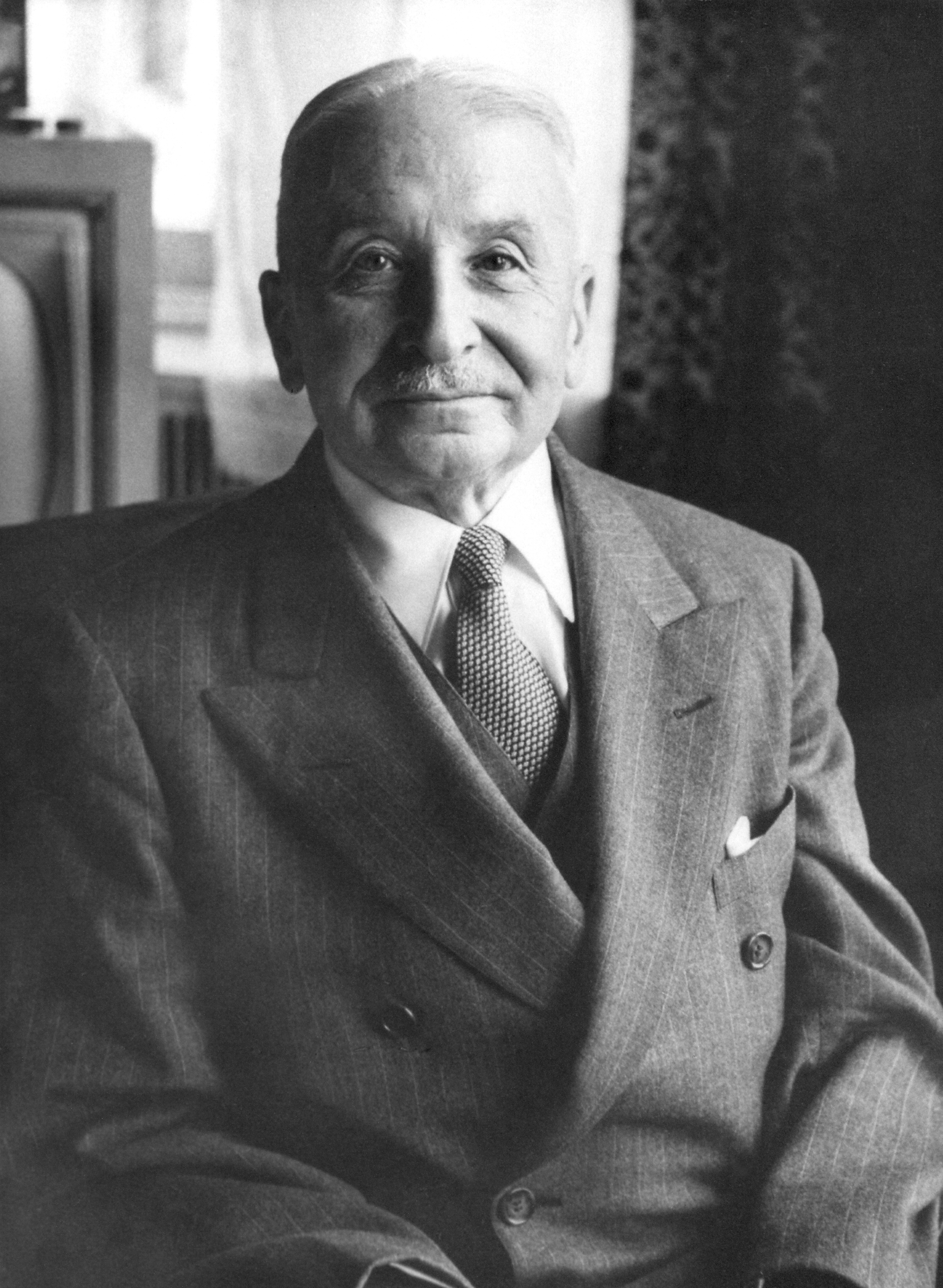
Ludwig von Mises.

Den österrikiska skolan har sitt ursprung i publiceringen av Carl Mengers Grundsätze der Volkswirtschaftslehre (Nationalekonomins principer), år 1871. Menger hävdade att aktörer värderar allting på marginalen, och att alla priser hade sin grund i subjektiva värderingar. 
Menger hade två huvudsakliga efterföljare, svågrarna Eugen von Böhm-Bawerk och Friedrich von Wieser, som fortsatte studera ekonomi i Mengers metodologiska tradition. Även om de båda angrep ekonomiska frågor utifrån samma perspektiv, skiljde sig deras syn på jämvikt åt, vilket skulle få konsekvenser för den senare utvecklingen av österrikisk ekonomi. Böhm-Bawerk är mest känd för sina teorier om kapital och ränta, samt för sin upptäckt av lagen om tidspreferens. Böhm-Bawerk förklarade att människor alltid föredrar nuvarande konsumtion framför framtida konsumtion, och att det är det som ger upphov till ränta. I Mengers och Böhm-Bawerks fotspår följde sedan Ludwig von Mises. Mises systematiserade sina föregångares upptäckter och deras metodologi, och stod för banbrytande forskning inom penningteori och socialistisk kalkylering. Efter att ha flytt från Europa i rädsla för att bli tagen av nazisterna publicerade Mises år 1949 boken Human Action, som kom att bli den österrikiska skolans viktigaste bok. I den analyserar Mises på ett sammanhängande vis alla ekonomiska spörsmål.
År 1974 fick österrikaren Friedrich Hayek Sveriges riksbanks ekonomipris 1974 (delat med Gunnar Myrdal). Hayeks belönades både för sitt bidrag inom den Österrikiska konjunkturcykelsteorin och för det han skrev om informationens roll i ekonomin. Hayek identifierade det så kallade informationsproblemet, att central planering av ekonomin är omöjlig då det förutsätter att den information som behövs för planeringen kan samlas hos en central aktör (staten), vilket Hayek menade var omöjligt. Detta var en fortsättning på den kalkyleringsdebatt som von Mises hade haft med Oskar Lange och Abba Lerner på 1920-talet. 

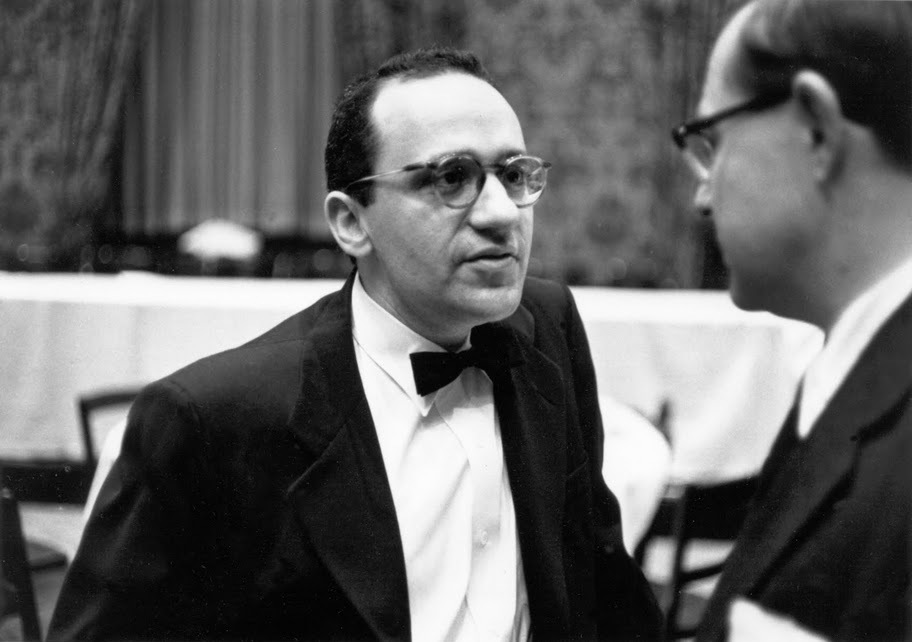
Murray N. Rothbard.

En annan stor österrikare under den andra delen av 1900-talet var Ludwig von Mises student Murray N. Rothbard. Rothbard bidrog bland annat med en ny analys av konkurrensfrågan och är också känd för att han skrev boken Man, Economy, and State, som tillsammans med Human Action betraktas som skolans stora verk. 
Under efterkrigstidens keynesianska dominans i nationalekonomin föll den österrikiska skolan till stor del i glömska. Under 1970-talet återuppväcktes dock intresset, och växte än starkare efter kommunismens fall på 1990-talet. På senare år har den österrikiska skolan blommat i popularitet, mycket tack vare att många av dess företrädare korrekt lyckades förutspå finanskrisen 2007/2008.

## Metod
Det österrikiska tillvägagångssättet går ut på att man fastställer vad som är ekonomisk kunskap med deduktiv logik. Ekonomen utgår från uppenbara axiom för att sedan visa vad dessa axiom får för logiska konsekvenser. Då dessa axiom är av nödvändigheten sanna, måste även det som följer logiskt från dessa axiom vara sant. Det grundläggande axiomet som österrikare utgår ifrån är handlingsaxiomet som säger att människor agerar, det vill säga att människor använder medel för att uppnå mål. Enligt österrikarna är det bara med hjälp av förnuftiga resonemang som man får sann kunskap om ekonomin. Österrikarna avfärdar starkt alla försök att förstå ekonomin med hjälp av matematik, eftersom denna inte tillför någonting och passar betydligt bättre hos naturvetenskaperna. De betonar också att ekonomiska omdömen ska gälla enskilda individers agerande, och inte fokusera på stora aggregat. 
I sin bok Ekonomi och Praxeologi hävdar den österrikiske ekonomen Hans-Hermann Hoppe att denna metodmässiga skillnad är det som skiljer de olika ekonomiska skolorna från varandra. Hoppe hävdar att åsiktsskillnader mellan österrikiska ekonomer och både keynesianer och monetarister i frågor om guldstandarden, centralbanker och kapitalism kontra socialism har sitt ursprung i frågan "vad är ekonomi för typ av vetenskap och vad för typ av omdömen utfärdas av ekonomisk teori?" 

## Slutsatser

### Subjektiva värderingar
Österrikarna var några av de första med att föra fram marginalnytteteorin. Med grund i denna kunde man nu lösa diamant-värde-paradoxen, och det förblev inte längre paradoxalt att diamanter hade ett högre pris än vatten. Människor väljer inte mellan allt vatten i världen och alla diamanter i världen, utan mellan ytterligare diamant eller ytterligare en mängd vatten. Detta förklarade varför diamanter ofta var dyrare.
Allt detta har sin grund i faktumet att alla värderingar är subjektiva. Priser har sin grund i dessa subjektiva värderingar, och beror alltså inte på arbetskostnaden eller andra objektiva faktorer. Österrikarna är också noga med att betona att inte bara efterfrågan är subjektiv, utan även kostnaden. 

### Det socialistiska kalkyleringsproblemet
Ludwig von Mises förklarade att priser är det objektiva uttrycket av subjektiva värderingar, och att priser används för att marknaden ska producera det som konsumenterna efterfrågar. Han noterade också att det inte kan finnas priser för produktionsmedlen i ett kommunistiskt samhälle eftersom de ägs av en ensam aktör. Utifrån detta drog han slutsatsen att i ett kommunistiskt samhälle kan inte det som konsumenterna efterfrågar produceras, eftersom man helt enkelt inte vet vad det är. Mises hävdade att ett produktionsmässigt kaos skulle existera i ett kommunistiskt samhälle.

### Konjunkturcykelsteorin
I boken "Teorin om pengar och omloppsmedel" från 1912 diskuterade Mises någonting han senare skulle utveckla till en heltäckande konjunkturcykelsteori. Mises menade att konjunkturcykler har sitt ursprung i faktumet att banker genom bråkdelsreservssystemet lånar ut pengar de inte har täckning för. Detta skapar ett intryck av att konsumenter är beredda att offra mycket konsumtion i nutiden för ännu mer konsumtion i framtiden. Räntan sänks och långtida produktionsprojekt inleds. Problemet är bara att konsumenterna inte alls är av denna åsikt, och de har inte sparat något kapital som skulle kunna finansiera dessa produktionsprojekt. Detta innebär att produktionsprojekten inte kan slutföras och en krasch uppstår när de måste ställas in.

## Föregångare till den österrikiska skolan
Tänkare inom den österrikiska skolan brukar ofta spåra sina föregångare till Salamancaskolan och till franska ekonomer såsom Jean-Baptiste Say, Frédéric Bastiat och Gustave de Molinari. 

## Förhållande med libertarianism och klassisk liberalism
Den österrikiska skolans företrädare brukar ofta betona att de är värdefria, att de inte säger någonting om hur saker och ting bör vara, utan bara någonting om hur de är. Deras ekonomiska verk brukar också vara fria från värdeomdömen. Många av deras företrädare är dock utanför sina roller som ekonomer ofta anhängare av libertariansk eller klassisk liberal ideologi. Det skulle möjligen kunna förklaras med skolans slutsatser om marknadsekonomins förmåga att ge upphov till fred och välstånd, och många värderar privat sådant som någonting gott. Det bör dock inte förväxlas med att skolan i sig själv skulle vara liberal eller libertariansk.